# ماسون باتريك
ماسون باتريك (بالإنجليزية: Mason Patrick) (و. 1863 – 1942 م) هو ضابط، من الولايات المتحدة الأمريكية، ولد في لويسبرغ، فيرجينيا الغربية، توفي في واشنطن العاصمة، عن عمر يناهز 79 عاماً.

## التعليم
تعلم في الأكاديمية العسكرية الأمريكية.

## الخدمة العسكرية
خدم في القوات البرية للولايات المتحدة.